# Морски лисици
Вижте пояснителната страница за други значения на СКАТ и скат.
Морските лисици (Rajidae) са семейство хрущялни риби от разред Скатоподобни. Описани са повече от 200 вида.
Най-известният вид е морската лисица (Raja clavata), живеещ покрай бреговете на Европа – от Черно до Берингово море. Женската достига 125 cm, а мъжката едва до 70 – 85 cm. Тялото ѝ е осеяно с шиповидни костни плочки, има ромбовидна форма с удължена опашка. Имат и дълги израстъци, с които се залавят за предмети и растения във водата. Друг известен вид е петнистият скат, а гладкият скат е изчезващ вид, вписан в Световната Червена книга.

## Физическа характеристика
Те имат плоско ромбообразно тяло (съответстващо на наименованието на семейството им), дължащо се на плоските гръдни перки, свързани с главата им. Имат и две гръбни перки и къса, безгръбначна опашка. На долната част на тялото им имат слаби електрически органи. Има видове с остра или притъпена предна част. Женските значително превъзхождат мъжките по размер. Плитководните видове са светли до бели на цвят, а дълбоководните са тъмни.
Размерите им варират от 3,5 m на Bathyraja hesperafricana, обитаващ бреговете на Западна Африка, до 30 cm на Psammobatis extenta, живеещ покрай бреговете на Бразилия.

## Разпространение
Скатовете живеят в моретата и океаните от Арктика до Антарктика, но се срещат най-често в умерените области. В тропиците почти не се срещат. Обитават предимно морското дъно, съставено от пясък или тиня.

## Хранене
Скатовете са хищници, хранят се предимно с дребни риби и ракообразни.

## Размножаване
За разлика от другите Скатоподобни, някои от които са живораждащи, скатовете се размножават, чрез хайвер. Хайверените яйца имат правоъгълна форма представляват правоъгълна капсула с неголяма дупка, която позволява навлизането на морска вода и съответно снабдяването с кислород. Тази форма на капсулата в руски език е позната като кошничка – (Русалочий кошелёк), в английския език като калъф или портмоне – (Skate Egg Case). По формата и външния вид на хайвера може да се определи конкретният вид скат. Обикновено скатовете снасят до 15 яйца в здрави капсули с дължина до 9 cm. Младите скатове се излюпват от 4 до 14 месеца след оплождането на хайвера.̀

## Родове
- Amblyraja
- Anacanthobatis
- Arhynchobatis
- Atlantoraja
- Bathyraja
- Breviraja
- Cruriraja
- Dactylobatus
- Dipturus
- Fenestraja
- Gilotea
- Gurgesiella
- Irolita
- Leucoraja
- Malacoraja
- Neoraja
- Notoraja
- Okamejei
- Pavoraja
- Psammobatis
- Pseudoraja
- Raja – Морски лисици
- Rajella
- Rhinoraja
- Rioraja
- Rostroraja
- Sympterygia
- Zearaja